# Gonzalo Hermosa González
Gonzalo Hermosa González (Villa Capinota, Bolivia; 2 de octubre de 1950) es un cantante y compositor boliviano, hermano mayor del cantante Elmer Hermosa. En 1965 junto a sus dos hermanos Elmer y Ulises, fundaron el grupo llamado Los Kjarkas, que gracias a su talento como también con la colaboración de su hermano el grupo tuvo mucho éxito a nivel internacional, actualmente Gonzalo se encuentra por algunos planes de proyectos para que el grupo realice grandes conciertos a nivel nacional como también internacional.
- Datos: Q2841004